# Blaesodactylus sakalava
Espèce
Synonymes
- Hemidactylus sakalava Grandidier, 1867
- Homopholis heterolepis Boulenger 1896

Statut de conservation UICN

 LC  : Préoccupation mineure
Blaesodactylus sakalava est une espèce de geckos de la famille des Gekkonidae.

## Répartition
Cette espèce est endémique de Madagascar.

## Description
Ce gecko est assez massif, avec un corps et une tête larges. La queue est longue et fine (près de la moitié de la longueur totale). La couleur de base est le blanc-beige, avec de nombreuses petites taches variants du brun ou marron-orangé, plus présentes sur le dos et le dessus de la tête.

## Publication originale
- Grandidier, 1867 : Liste des reptiles nouveaux découverts, en 1866, sur la côte sud-ouest de Madagascar. Revue et Magazine de Zoologie (Paris), ser. 2, vol. 19, p. 232-234 (texte intégral).